# Карел Пич
Карел Пич (на есперанто: Karolo Piĉ) е чешки есперантист, член на Академията на есперанто, поет и писател на разкази, есета и романи на есперанто.
Карел Пич е известен и влиятелен автор на произведения на есперанто. Той въвежда и използва в езика много неологизми, някои от които са противоречиви. Освен с неологизмите, той е известен и с експерименталното си използване на есперанто. Някои есперантисти казват, че Пич е стигнал толкова далеч в своите експерименти, че вместо есперанто той е използвал друг изобретен от него език.
Най-известната му творба, въплъщаваща неговите лингвистични експерименти е полуавтобиографичният роман „La Litomiŝla tombejo“ (Литомилско гробище) (1981). В това гробище в родния му град Литомишъл е погребан самият той. Надгробният му камък носи чешките думи „Esperantský spisovatel“ („писател на есперанто“).
Шотландският писател, поет и преводач на есперанто Уилям Олд включва романа на Пик в списъка с класики на есперанто.